# Braulio Foz
 (mai 2023).
 (mai 2023).
Braulio Foz y Burges (1791, Fórnoles, Teruel - 20 avril 1865, Borja, Saragosse) est un écrivain et journaliste aragonais.

## Biographie
Il étudie les sciences humaines à Calanda et à l'Université de Huesca. Durant ses études, il participe à la lutte contre l'invasion française pendant la Guerre de l'Indépendance sous les ordres du guérillero Felipe Perena. Après s'être distingué au cours de la bataille de Tamarite de Litera, il est fait prisonnier lors du siège Lérida et conduit en France.
Après la guerre, il revient à Huesca. Entre 1814 et 1816, il occupe la chaire de latin à l'Université Sertoriana de la ville. Il passe une longue période à enseigner la rhétorique et le latin à Cantavieja (Province de Teruel). En 1822, il obtient la chaire de Grec à l'Université de Saragosse. Toutefois, il ne peut pas récupérer immédiatement cette chaire à la fin du Trienio Constitutionnel en 1823, car il doit émigrer en France à cause de ses idées libérales. Il y restera pendant douze ans, . Après la  mort de Fernando VII, il revient en Espagne et peut reprendre ses activités universitaires  
En 1838, il fonde L'Écho d'Aragon, un journal libéral, qu'il rédige quasiment en entier. Ce dernier lui vaut de nombreux problèmes avec la censure, en particulier ecclésiastique, et il doit abandonner la publication en 1842. A cause de ses écrits jugés subversifs, il est menacé de déportation aux Philippines en 1848, mais y échappe grâce à l'intervention de plusieurs de ses amis.
Par la suite, il occupe le poste de doyen de la Faculté de Lettres de Saragosse en 1861 et prend sa retraite en 1862.

## Œuvres et travaux universitaires
Il écrit durant toute sa vie plus d'une cinquantaine d'œuvres, notamment sur les langues classiques et leur enseignement, mais aussi sur des sujets bien plus divers, comme par exemple en droit. Dans ses ouvrages consacrés à l'histoire de l'Espagne, il met en avant son nationalisme aragonais. Il a consacré ses dernières années à des recherches sur la Religion, toujours d'un point de vue rationaliste et anticlérical.
Concernant ses oeuvres littéraires, il se spécialise dans le théâtre, en particulier la comédie. Trois pièces se démarquent par la curiosité du sujet traité : l'homéopathie. Cependant, il doit sa postérité à son roman Vida de Pedro Saputo, natural de Almudévar, hijo de mujer, ojos de vista clara y padre de la agudeza. Sabia naturaleza su maestra, publié en 1844 et plus connu comme Vida de Pedro Saputo (d). Il y dresse le portrait d'un personnage du folklore oscense, de Almudévar, retranscrit tel qu'au XVIe siècle. Foz convertit le personnage de Pedro Saputo  en personnage principal d'un récit de tradition picaresque, relatant aventures, facéties et farces populaires dans un style proche de celui de Cervantes. Cette oeuvre révèle les idées de Braulio Foz sur la vie (stoïcisme, recherche du « naturel », critique et anticléricalisme).

## Œuvres
- Plan y método para la enseñanza de las letras humanas, 1820.
- Palabras de un vizcaíno a los liberales de la reina Cristina, que ha publicado en París M. J. A. Chaho, traducidas y contestadas por don B. Foz, 1835.
- El testamento de don Alfonso el Batallador, 1840, drama.
- Arte latino sencillo, fácil y seguro, 1842.
- Vida de Pedro Saputo (1844).
- Literatura griega, 1849.
- Historia de Aragón (Revisión y ampliación con un quinto tomo titulado Idea del Gobierno y Fueros de Aragón de la Historia de Aragón de Antonio de Sas, 1850).
- Método para enseñar la lengua griega, 1857.
- El verdadero derecho natural, 1832.
- Los derechos del hombre deducidos de su naturaleza y explicados por los principios del verdadero derecho natural, 1834.
- Derecho natural Civil, Público, Político y de Gentes, 1842.
- Cuestiones cosmogónico-geológicas, 1854.
- Cartas de un filósofo sobre el hecho fundamental de la religión, 1858.
- Reflexiones a M. Renán, 1853.
- Novísima Poética, 1859.
- Los fraciscanos y el Evangelio, 1864.